# Wizz Air UK
Wizz Air UK — британська бюджетна авіакомпанія, заснована у 2017 році. Є дочірньою компанією угорської «Wizz Air». Основний хаб — аеропорт «Лутон». Початково заснована для збереження повного доступ до британського ринку після «Brexit». З того часу компанія розробила модель нової британської бюджетної авіакомпанії, що здійснює рейси до пунктів призначення в Європі з 4 британських аеропортів. Працює з використанням фірмового стилю «Wizz Air» і продовжує виконувати ряд рейсів на маршрутах «Wizz Air», у першу чергу з аеропорту «Лутон».

## Історія
У жовтні 2017 року «Wizz Air» подала заявку на отримання сертифіката авіаперевізника у Великій Британії через нову дочірню компанію, зареєстровану у Великій Британії, яка візьме на себе обслуговування низки діючих маршрутів «Wizz Air» з аеропорту «Лутон» починаючи з березня 2018 року. Наступного місяця авіакомпанія оголосила про розширення присутності в «Лутоні» після придбання слотів вильоту та посадки в колишньої авіакомпаній «Monarch Airlines». «Wizz Air UK» отримала діцензію у травні 2018 року.
У серпні 2020 року «Wizz Air UK» оголосила, що другим хабом у Британії стане аеропорт «Донкастер-Шеффілд», куди перебазовано один літак, який почав обслуговувати сім нових маршрутів. Далі авіакомпанія оголосила, що відкриє свій третій хаб в лондонському аеропорту «Гатвік», куди перебазовано один літак, який почав обслуговувати чотири нових маршрутів. У вересні 2020 року компанія також анонсувала ще шість напрямків та перебазування другого літака, збільшивши розмір мережі до 23 маршрутів на «Донкастер».
У грудні 2020 року «Wizz Air UK» оголосила, що відкриє четвертий британський хаб в аеропорту «Кардіфф», перебазувавши туди один літак та відкривши дев'ять маршрутів.

## Флот

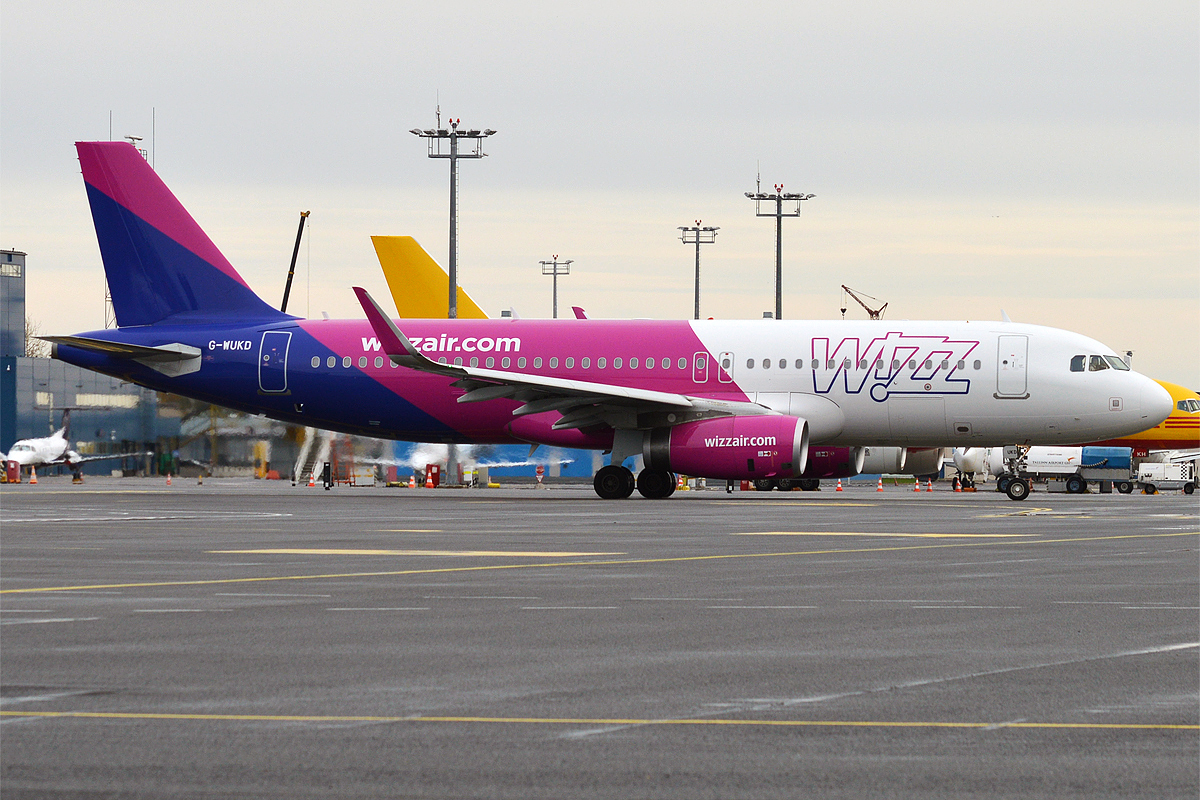
Літак Airbus A320-200 авіакомпанії «Wizz Air UK» в аеропорту «Лутон»

Станом на квітень 2021 року флот «Wizz Air UK» складався з наступних літаків:
| Літак           | В експлуатації | Замовлено | Місткість (пасажирів) | Примітки |  |
| --------------- | -------------- | --------- | --------------------- | -------- |  |
| Airbus A320-200 | 3              | —         | 186                   |          |  |
| Airbus A321-200 | 7              | —         | 230                   |          |  |
| Airbus A321neo  | 4              | 0         | 239                   |          |  |
| Всього          | 13             | 1         |                       |          |  |